# سذاب جبلي
السذاب الجبلي أو سُذاب البَرّ أو الذَّفْراء أو حرمل الجبل أو فَيْجَن (باللاتينية: Ruta montana)  نوع نباتي يتبع جنس السذاب من الفصيلة السذابية.
يحتوي النبات على مواد يمكن أن تسبب حروقاً إذا لامست الجلد وبخاصة في أوقات الحر.

## البيئة والانتشار
موطنه المغرب العربي وإسبانيا والبرتغال وجنوب غرب فرنسا.